# Shakira Baker
Pour les articles homonymes, voir Baker.
Pas d'image ? Cliquez ici

a Compétitions nationales et continentales officielles uniquement.

b Matchs officiels uniquement.
Dernière mise à jour le 20 mars 2024.
Shakira Baker, née le 4 janvier 1992 à Masterton (Nouvelle-Zélande), est une joueuse internationale néo-zélandaise de rugby à XV et à sept. Elle joue aux postes d'ailier ou de centre. Elle représente la province de Wellington en Farah Palmer Cup et joue avec les Hurricanes Poua en Super Rugby Aupiki.

## Biographie
Née le 4 janvier 1992 à Masterton en Nouvelle-Zélande, elle joue au club d'Eketahuna. Ses performances sont remarquées et elle débute avec la province de Wellington alors qu'elle n'a que seize ans.
Elle fait ses débuts sous le maillot des Black Ferns en 2011, à XV et à sept.
En 2013, des examens médicaux révèlent qu'elle est atteinte du syndrome du QT long, qui peut mener à des malaises, des syncopes, voire des arrêts cardiaques soudains. Elle subit une intervention chirurgicale qui lui fait rater la majeure partie de la saison. Lorsqu'elle s'entraine ou joue, un défibrillateur est à portée sur le bord du terrain par précaution.
En 2014, elle est appelée pour la Coupe du monde de rugby à XV où les Black Ferns se classent cinquièmes. Elle finit meilleure marqueuse de la compétition.
Après avoir subi une rupture des ligaments croisés, elle revient à temps pour les Jeux olympiques de 2016. Avec l'équipe de Nouvelle-Zélande de rugby à sept, elle remporte la médaille d'argent du tournoi féminin.
À partir de 2019, elle enchaine les blessures, joue peu et n'est plus sélectionnée. Elle part jouer au Japon.
En 2023, elle est recrutée par les Hurricanes Poua.
Elle est diplômée en biologie marine et professeure de mathématiques.

## Palmarès
- Vainqueur de la Série mondiale en 2012, 2013 et 2014.
- Médaille d'argent aux Jeux olympiques en 2016.
- Vainqueur de la Coupe du monde en 2018.
- Médaille d'or aux Jeux du Commonwealth en 2018..